# 강석훈 (1964년)
강석훈(姜錫勳, 1964년 8월 15일~)은 대한민국의 경제학자이자 정치인이다. 제19대 국회의원과 박근혜 정부 제3대 경제수석비서관을 지냈다.

## 생애
서라벌고등학교와 서울대학교 경제학과를 졸업했고 미국 위스콘신 대학교 대학원에서 경제학 박사학위를 받았다. 대우경제연구소 금융팀장, 성신여자대학교 경제학과 교수, 기획예산처 기금평가위원, 금융위원회 금융발전심의위원, 고용노동부 정책평가위원 등을 지냈다. 새누리당 후보로 2012년 제 19대 총선에 서울특별시 서초을에 출마하여 당선됐다. 제19대 대통령직인수위원회 국정기획조정분과위원회 자문위원으로 활동하였다. 2016년에 5월 경제수석비서관으로 임명되었다.

## 학력
- 법전중앙국민학교 전학
- 서울우이국민학교 졸업
- 도봉중학교 졸업
- 서라벌고등학교 졸업
- 서울대학교 사회과학대학 경제학 학사
- 위스콘신매디슨대학교 대학원 경제학 석사
- 위스콘신매디슨대학교 대학원 경제학 박사

## 경력
- 1991년: 중앙대학교 경제학과 강사
- 1992년: 대우경제연구소 금융팀장
- 1992년: 한양대학교 경제학과 겸임교수
- 1993년: 서강대학교 경제학과 겸임교수
- 1994년: 동아일보 객원편집위원, 대우경제연구소 패널팀장
- 1997년: 성신여자대학교 사회과학대학 경제학과 교수
- 1998년: 태평양경제협력회의 인적자원개발 분과위원
- 1999년: 한국은행 객원연구원
- 2002년: 기획예산처 공기업평가위원, 정보통신부 산하기관 경영평가위원, 통계청 통계품질심의위원
- 2003년: 보건복지부 자활정책기획팀 위원, 한국재정공공경제학회 총무이사, 한국재정학회 이사, 문화예술진흥기금 기금운용 자문위원, 기획예산처 기금평가위원
- 2006년: 근로복지진흥기금 기금운용 자문위원, 한국여성정책연구원 자문위원
- 2007년: 한국조사연구학회 이사, 근로복지공단 자문위원, 서울특별시 시정여론조사 조사방법자문위원, 여성가족부 여성인력개발정책협의회 위원
- 2012년: 제19대 국회의원(서울 서초구을/새누리당), 제19대 국회 전반기 정무위원회 위원
- 2013년: 제18대 대통령직인수위원회 국정기획조정분과 인수위원
- 2014년: 제19대 창조경제활성화 특별위원회 위원, 새누리당 정책위원회 부의장, 제19대 국회 후반기 기획재정위원회 간사, 새누리당 보수혁신특별위원회 위원
- 2015년: 제19대 국회 서민주거복지특별위원회 위원, 제19대 국회 공무원연금개혁특별위원회 위원, 새누리당 민생정책혁신위원회 부위원장, 제19대 국회 공적연금 강화와 노후빈곤 해소를 위한 특별위원회 간사, 새누리당 나눔경제특별위원회 간사, 새누리당 정책위원회 경제상황점검태스크포스 단장, 새누리당 정책위원회 금융개혁태스크포스 위원, 새누리당 공천제도특별위원회 위원
- 2016년: 새누리당 제20대 총선 공약개발본부 나눔경제단 부단장, 새누리당 총선기획단 위원, 대통령비서실 경제수석,대통령 비서실 정책조정수석 직무대행
- 케이정책플랫폼 이사
- 2021년 12월~2022년 1월: 국민의힘 선거대책위원회 윤석열 대통령 후보 직속 후보비서실 정책실장
- 2022년 1월~2022년 3월: 국민의힘 제20대 대통령선거 선거대책본부 윤석열 대통령 후보 직속 후보비서실 정무실장
- 2022년 3월~2022년 5월: 제20대 대통령 당선인 정책특보
- 2022년 5월~2025년 6월: 한국산업은행 회장

## 상훈
- 2013년: 대한민국소비자대상 소비자입법부문, 국정감사 NGO모니터단 국정감사 우수의원
- 2014년: 대한민국 국회의원 의정대상, 바른사회시민회의 우수의정활동상, 국정감사 NGO모니터단 국정감사 우수의원
- 2015년: 국정감사 NGO모니터단 국정감사 우수의원, 일치를 위한 정치포럼 제5회 국회를 빛낸 바른언어상 상임위 모범상, 유권자시민행동 대한민국 유권자 대상, 법률소비자연맹 국회의원 헌정대상
- 2016년: 중소기업중앙회 공로상, 대한민국 지식경영대상 베스트 정치인 정책개발부문 최우수상

## 역대 선거 결과
| 실시년도 | 선거   | 대수 | 직책     | 선거구         | 정당     | 득표수   | 득표율          | 순위 | 당락 | 비고 |
| -------- | ------ | ---- | -------- | -------------- | -------- | -------- | --------------- | ---- | ---- | ---- |
| 2012년   | 총선   | 19대 | 국회의원 | 서울 서초구 을 | 새누리당 | 60,213표 | \| \| 60.12% \| | 1위  |      | 초선 |
|          | 60.12% |      |          |                |          |          |                 |      |      |      |

## 친척 관계
- 이종 사촌 배우 박중훈

## 같이 보기
- 서초구 을
- 서울 서초구의 국회의원
- 대한민국의 대통령비서실 수석비서관